# PTGS1
La prostaglandina-endoperóxido sintasa 1, también conocida como prostaglandina H2 sintasa 1, ciclooxigenasa-1 y COX-1, es una proteína humana codificada por el gen de nombre PTGS1 y la principal enzima que participa en la síntesis de las prostaglandinas.

## Bioquímica
La PTGS1 es una proteína periférica de membrana y cataliza reacciones de oxigenación y peroxidación. Existen dos isoenzimas de la PTGS, una constitutiva, PTGS1, y otra inducible, PTGS2, que son reguladas y distribuidas a nivel tisular de manera diferente.

## Estructura
La estructura de la COX-1 procedente de vesículas seminales de carnero se pudo resolver mediante cristalografía de rayos X en 1994. En el cristal aparece como un dímero, y en cada uno de los monómeros se pueden distinguir 3 dominios:
- El primer dominio (residuos 33-72) forma un pequeño módulo compacto que es similar al factor de crecimiento epidérmico.
- El segundo dominio (residuos 73-116) forma una espiral en el sentido de las agujas del reloj de cuatro segmentos alfa-helicoidales a lo largo de una cara de la proteína. Este es el dominio de unión a la membrana. Los segmentos helicoidales son anfipáticos, con la mayor parte de sus residuos hidrofóbicos  orientados hacia fuera de la proteína, donde pueden interaccionar con una de las capas lipídicas de la membrana (proteína monotópica).
- El tercero (residuos 117-583) es el dominio catalítico, una estructura globular que contiene los centros activos ciclooxigenasa y peroxidasa.

El centro activo peroxidasa incluye un grupo hemo. El Fe3+  que se encuentra en el centro de este grupo hemo está coordinado por His-388 y por His-207.
El centro activo ciclooxigenasa se encuentra al fondo de un estrecho túnel o canal hidrofóbico. Tres de las hélices alfa del dominio de unión a la membrana están en la entrada de este túnel. Las paredes del túnel están definidas por cuatro hélices alfa, formadas por los residuos 106-123, 325-353, 379-384 y 520-535. Al fondo de este canal hidrofóbico se encuentra un importante residuo catalítico, la Tyr-385. La actividad peroxidasa hemo-dependiente está implicada en la formación de un radical Tyr-385, que es necesario para desempeñar la actividad ciclooxigenasa.

## Funciones
La cicloogixenasa-1 (COX-1) regula la angiogénesis en las células endoteliales y es inhibida por los antiinflamatorios no esteroideos, tales como la aspirina. Las investigaciones recientes han demostrado que la inhibición de la COX-1 y no necesariamente la función antiagregatoria plaquetaria, es la principal razón por la que la aspirina es tan efectiva en la reducción de los eventos cardíacos. Se cree que la COX-1 está involucrada en la señalización celular que mantiene la homeostasis en los tejidos. Los procesos de empalmes alternativos del gen PTGS1 produce dos variantes transcripcionales llamados COX-1 y COX-3. La expresión de estas dos variantes es regulada por citoquinas y factores de crecimiento.

### Efectos secundarios
El cuerpo produce dos tipos de ciclooxigenasas, la COX-1 y la COX-2 y ambas tienen funciones distintas. La COX-1 participa en la señalización celular para mantener la homeostasis en el cuerpo, principalmente en la mucosa gástrica, donde cumplen funciones de protección gastrointestinal, en el riñón y en las plaquetas. Por su parte, la COX-2 participa en la señalización que conlleva a inflamación y dolor. La aspirina realiza su acción inhibitoria en ambas moléculas, por ello, el uso de la aspirina puede traer complicaciones adversas, como sangramiento en el estómago. Las nuevas drogas calmantes del dolor ejercen sus funciones sobre el COX-2 dejando libre al COX-1, aliviando el dolor sin los efectos secundarios asociados a la administración de la aspirina.